# O sabor das margaridas
El gust de les margarides és una sèrie televisiva gallega del gènere de suspens policíac estrenada a la Televisió de Galícia (TVG) el 3 d'octubre de 2018. Dirigida per Miguel Conde i amb guió de Ghaleb Jaber Martinez, n'Eligio Montero i Raquel Arias. Es va estrenar internacionalment a través de Netflix el 29 de març del 2019, essent la primera sèrie en llengua gallega distribuïda per la plataforma. La sèrie ha tingut una bona acollida en el seu llançament en streaming, especialment al Regne Unit i Irlanda, on ha estat a la setena posició de les produccions en llengua no anglesa. El seu èxit va fer que es confirmés la filmació d'una segona temporada per a Netflix, el rodatge de la qual va començar el desembre de 2019.
Als Premis Mestre Mateo 2018 va ésser nominada a un total de vuit categories, guanyant el premi a la millor sèrie de televisió.

## Argument
Ambientada a l'any 2010, la història es desenvolupa a la vigília de l'arribada del papa Benet XVI a Compostel·la. L'acció té lloc a un poble aïllat de l'interior de Galícia, on és segrestada una noia conflictiva (na Marta Labrada). Na Rosa Vargas és la policia encarregada d'investigar el cas, amb l'ajut de dos agents locals. Tot i això, el cas no és tan senzill com semblava inicialment i la investigació revela una sèrie de crims que han quedat ocults al poble, una vila "on mai no passa res".
- Na Maria Mera com na Rosa Vargas
- En Toni Salgado com a en Mauro Seoane
- En Ricardo de Barreiro com a en Vidal
- En Denís Gómez com en Bernabé
- Na Nerea Barros com n'Ana
- Na Yelena Molina
- Na Lucía Alvarez

## Producció

### Rodatge
El rodatge es va produir entre maig i el 22 de juny de 2018, amb ubicacions exteriors a Abegondo, A Estrada, Vedra, Compostel·la i als estudis de CTV a Teo.
El rodatge per a la segona temporada va començar el desembre de 2019.

## Estrena
La sèrie es va pre-estrenar l'1 d'octubre de 2018 a l'Auditori Abanca de Compostel·la.